# Tommy Sjödin
Tommy Sören Sjödin, född 13 augusti 1965 i Timrå, är en svensk före detta ishockeyspelare.
Sjödin var lagkapten för Brynäs IF. Hans moderklubb är Timrå IK.
När Brynäs spelade mot Frölunda i Scandinavium den 3 februari 2007 blev han elitseriens äldste målskytt genom tiderna. Efter att Brynäs placerat sig 1:a i kvalserien under våren 2008 bestämde Sjödin sig för att avsluta sin framgångsrika spelarkarriär. Säsongen 2009/2010 var han assisterande tränare i Rögle BK. Påföljande säsong var Sjödin huvudtränare för Valbo HC:s J18-lag, därefter huvudtränare för klubbens a-lag i fyra säsonger. Från och med säsongen 2015/2016 fungerar Sjödin som assisterande tränare till Thomas "Bulan" Berglund för Brynäs.
Den åttonde november 2017 befordrades Tommy Sjödin till huvudtränare för Brynäs, efter att Roger Melin fått sparken och Sjödin först fått agera tillfällig huvudtränare. I november 2018 fick han sparken. 
Han är gift med Tina Sjödin och de har tillsammans två barn.

## Meriter
- VM-guld: 1992[1]
- VM-silver: 1995[1]
- VM-brons: 1994[1]
- Guldpucken 1992[1]
- Italiensk mästare med Bolzano 1997[1][a]
- 101 A-landskamper[1]
- 19 B-landskamper[1]

### Klubbar
Sjödins moderklubb är Timrå IK. Inför säsongen 1992/93 blev han proffs i NHL i Minnesota North Stars. Det blev två säsonger i Nordamerika, och fem i Schweiz innan han återvände till Brynäs IF inför säsongen 1999/2000.
- Brynäs IF (1986/1987–1991/1992, 1999/2000–2007/2008)[1]
- Minnesota North Stars (1992/1993)[1]
- Dallas Stars (1993/1994)[1]
- Kalamazoo Wings (1993/1994)[1]
- Québec Nordiques (1993/1994)[1]
- HC Lugano (1994/1995–1996/1997)[1]
- Bolzano (1996/1997)[1]
- EHC Kloten (1998/1999)[1]

## Notiser
1. ↑  Spelade bara sex matcher, gjorde fyra mål och två assist och blev senare italiensk mästare.

### Fotnoter
1. 1 2 3 4 5 6 7 8 9 10 11 12 13 14 15 16  "Tommy Sjödin". Eliteprospects.com. Läst 24 mars 2013.
2. ↑  "Tommy Sjödin äldste målgöraren". SVD.se. 3 februari 2007. Läst 24 mars 2013.
3. ↑  "Tommy Sjödin tränare i Rögle". SVD.se. 20 maj 2009. Läst 24 mars 2013.
4. 1 2  http://www.eliteprospects.com/player.php?player=48